# Portamento
Portamento är en musikalisk term då en ton glider från en ton till en annan. Till skillnad från glissando där detta görs med full styrka, utförs portamento mer obemärkt, mer likt legato, till exempel som en mjuk övergång från en ton till nästa i en fras. Noteras med glissandostreck men skrivs port. ovanför i stället för gliss. i partitur.